# Sala de Operaciones Conjuntas Palestinas
La Sala de Operaciones Conjuntas de Palestina ( en árabe: غرقة العمليات المزترتة ), también conocida por su nombre completo, Sala Conjunta para las facciones de la resistencia palestina (árabe: الغرفة المشتركة لفصائل المقاومة الفلسطينية ), es una sala de operaciones militares conjuntas que incluye las ramas militares de las facciones armadas palestinas en la Franja de Gaza, incluidos grupos islamistas y de izquierda.

## Historia
Se formó por primera vez en 2006 para unirse contra las Fuerzas de Defensa de Israel durante los enfrentamientos y las guerras contra la entidad sionista, inicialmente incluía al movimiento de resistencia Hamás y al movimiento de la Yihad Islámica Palestina, posteriormente fue refundada de nuevo con su nombre actual, el 23 de julio de 2018. La sala de operaciones conjunta ha reunido a 12 organizaciones militares palestinas que han decidido unirse para hacer frente a las agresiones imperialistas por parte del estado sionista de Israel en Jerusalén y en la sagrada Mezquita de Al-Aqsa, la más destacada de dichas agresiones, fue la instalación de puertas electrónicas de seguridad. La sala de operaciones conjunta, está formada por 12 facciones y grupos armados diferentes, y ha coordinado una gran cantidad de ataques contra el estado sionista de Israel, incluidos los ataques del 7 de octubre, y también ha coordinado la defensa y las represalias en contra las agresiones de las fuerzas israelíes. En mayo de 2023, Ayman Nofal explicó los objetivos y la organización de la sala de operaciones conjunta, Nofal dijo era necesario crear una alianza de organizaciones para coordinar las operaciones militares y aumentar el potencial de la resistencia palestina, para ello es necesario que la sala de operaciones conjuntas se convierta en el marco integral de las organizaciones de combatientes, también dio una lista de las 12 facciones que formaban parte de la sala de operaciones.

## Miembros
- Hamás. Brigadas de Ezzeldin Al-Qassam.
- Yihad Islámica Palestina: Brigadas Al-Quds.
- Comités de Resistencia Popular: Brigadas Al-Nasser Salah Al-Din.
- Brigadas de los Muyahidines. Movimiento de los Muyahidines palestinos.
- Frente Popular para la Liberación de Palestina. Brigadas de Abu Ali Mustafa.
- Frente Democrático por la Liberación de Palestina. Brigadas de la Resistencia Nacional.
- Frente Popular para la Liberación de Palestina-Comando General. Brigadas Jihad Jibril.
- Brigadas de los Mártires de Al-Aqsa es un grupo armado palestino vinculado al movimiento juvenil Tanzim.
- Al-Asifah, brazo armado del grupo Al-Fatah.
- Brigadas del mártir (shahid) Abdelkader al-Husayni.
- Escuadrones del mártir (shahid) Ayman Al-Jadi.
- Movimiento de Libertad Palestina. Brigadas Al-Ansar.[2][3][4]